# ملعب تطوان
ملعب تطوان، دشنه ملك المغرب محمد السادس سنة 2015، تبلغ الطاقة الاستيعابية لهذا الملعب 50 ألفا و410 مقعد، منها 400 مقعد مخصص للأشخاص ذوي الاحتياجات الخاصة، وسيشتمل على ملعب رئيسي، وأربعة ملاعب للتدريب، ومنصة رسمية، وفضاء ات للاعبين والحكام، ومركز للصحافة، ومرافق للإدارة والفيفا، وقاعات للعلاجات الأولية، ومركز طبي، وفندق 4 نجوم، وقاعة للندوات، ومقاهي ومطاعم، ومحلات تجارية، ومواقف للسيارات، وفضاء ات خضراء، وفضاء ملائما لتنظيم أنشطة وتظاهرات رياضية من مستوى عال. وستكون أرضية الملعب من الجيل الجديد بدون حلبة لألعاب القوى، حيث كان سيتم افتتاحه سنة 2018.و لكن إلى الآن لم يتم إنهاء تشيده.

## افتتاح
يرتقب افتتاحه مطلع سنة 2018، وسيلعب في مباراة افتتاحه نادي المغرب التطواني،ضد فريق اسباني، ويتوقع ان يكون نادي برشلونة أو نادي ريال مدريد

## معرض الصور

صور من مختلف النواحي للملعب
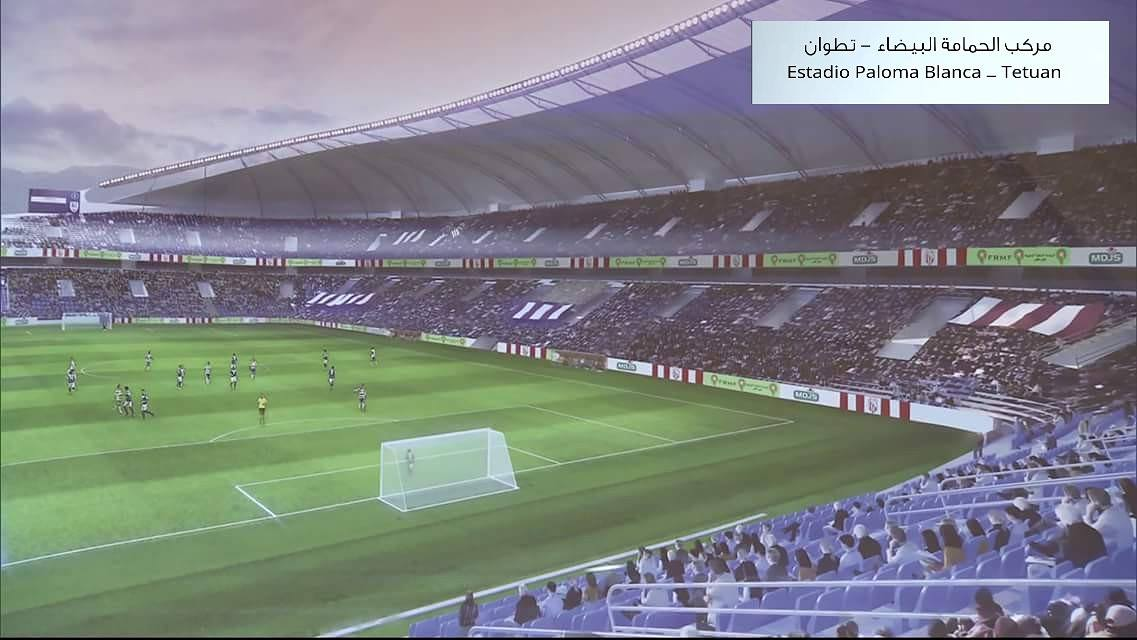
من الداخل
صورة من قرب الملعب من الاعلى
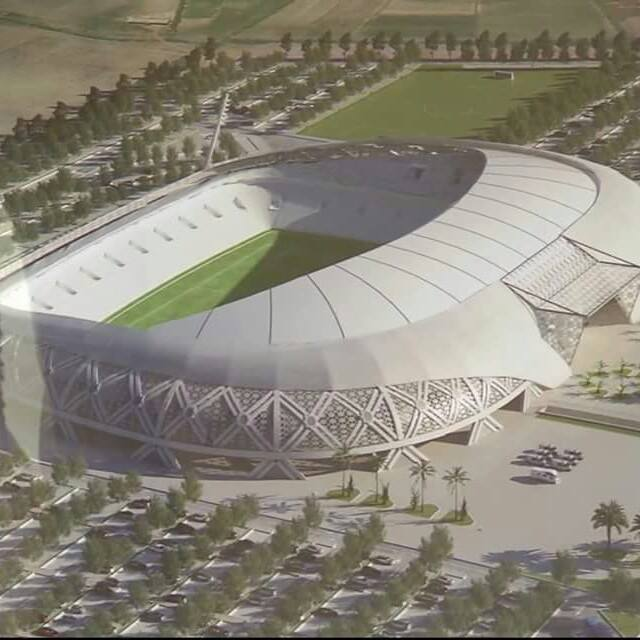
صورة اخرى للملعب
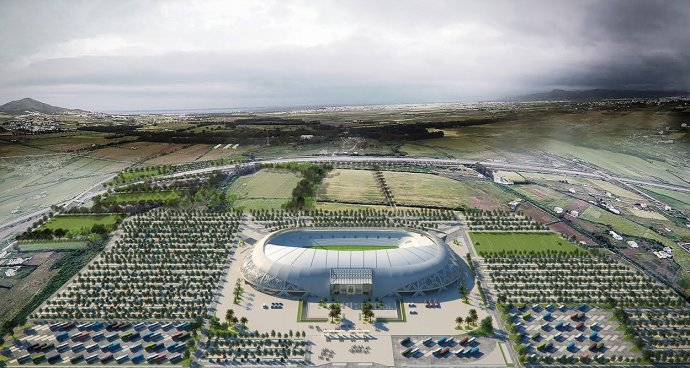
صورة اخرى للملعب